# Сонсорольська мова
Сонсорольська мова — одна з мікронезійських мов, на якій говорять у Палау, переважно на островах Сонсорол. Є офіційною мовою тільки в державі Палау і є зникаючою мовою. Більшість мовців двомовні, а другою мовою є англійська. Найближча близька мова до сонсорольської — тобійська

## Граматика
Займенник:
- я/мені — ngangu
- ти — her
- він/вона — iiye
- ми/нас — his
- вони/їх — iil
- мій — yai
- твій — yamu
- його/її — yar
- наш — yas
- їх — yael

## Приклади
- besi — гарячий
- ih — риба
- naweri — немає
- ungo — так

## Різниця між сонсорольською та тобійською мовами
| Говорять сонсорол | Говорять тобійською | Переклад на українську |
| ----------------- | ------------------- | ---------------------- |
| ngangu            | ngang               | я                      |
| besi              | bech                | гарячий                |
| ingaet            | inget               | коли?                  |
| rai               | hariweich           | дитина                 |
| faifire           | feifir              | дівчина                |
| faruya            | faruh               | острів                 |
| iil               | he                  | вони                   |
| deo               | sewo                | один                   |
| luwou             | huwou               | два                    |
| doruw             | soruo               | три                    |